# Merganetta armata colombiana
El pato de torrentes, pato cortacorrientes o pato torrentero (Merganetta armata colombiana) es una de las subespecies —la más septentrional— en que se divide la especie de anseriforme anátido M. armata, única integrante del género monotípico Merganetta. Habita en ríos correntosos en zonas montañosas del noroeste de Sudamérica.  

## Taxonomía
Descripción original
Esta subespecie fue descrita originalmente en el año 1845 por el zoólogo ornitólogo aficionado, político e historiador francés Marc Athanase Parfait Œillet Des Murs, con el nombre científico de Merganetta colombiana.
Ejemplar y localidad tipo
La localidad tipo referida fue solo: “Colombia”. El ejemplar tipo posiblemente se encuentra depositado en el Museo Nacional de Historia Natural de Francia, en la ciudad de París.
Etimología
Etimológicamente el término genérico Merganetta se construye con la palabra en latín mergus que significa ‘zambullidor’ y la palabra del idioma griego netta que significa ‘pata’, en relación con los hábitos de este anátido. El epíteto específico armata viene de dicha palabra en latín, la cual se traduce como ‘armado’, en referencia a que este animal posee afilados espolones carpales.
El epíteto subespecífico colombiana es un topónimo que refiere a la localidad de origen del tipo sobre el cual se constituyó este taxón: Colombia.

## Distribución y hábitat
Esta subespecie se distribuye en el oeste de Venezuela (sur de Táchira hasta el norte de Mérida), en el centro de Colombia y en una franja central longitudinal de Ecuador. Hacia el extremo sur de ese país y en el norte del Perú esta subespecie es reemplazada por Merganetta armata leucogenis.
Habita en ríos de aguas frescas y cristalinas, que corren correntosos entre grandes rocas, con rápidos y cascadas, en zonas montañosas de la cordillera de los Andes, normalmente en altitudes sobre los 1500 y hasta los 3500 m s. n. m. en Colombia (hasta los 4000 m s. n. m. en Ecuador) si bien baja hasta los 300 m s. n. m. en el río Anchicayá y hasta los 200 m s. n. m. en Farallones, cerca de Cali.

## Características
Es la subespecie más pequeña, mide de 38 a 43 cm y pesa 320 gramos. El macho de Merganetta armata colombiana posee el cuello y la cabeza blancos con líneas en la corona, nuca y postocular negras; el dorso es plomizo o gris pardusco, finamente vermiculado con blanco; ventralmente es blanco con finas estrías longitudinales parduzcas. La hembra adulta es dorsalmente de color grisáceo y ventralmente de color canela-rojizo, con mejillas y partes del cuello de color ocre. Ambos sexos tienen un espéculo verde iridiscente (contenido adelante y atrás por bandas blancas), un angosto pico rojo brillante, las patas naranjas (en algunos casos con tonos o marcas oscuras) y el iris marrón. 
El macho adulto se diferencia de los de Merganetta armata armata por no tener una banda negra vertical que va desde el ojo (a veces desde la corona) hasta la barbilla, la que continúa descendiendo por la parte anterior del cuello (donde a veces está parcialmente ausente) hasta unirse al negro del pecho. Ventralmente el color es mucho más claro que M. a. leucogenis, con las estrías oscuras más claras y estrechas. La hembra adulta, se diferencia de las de M. a. leucogenis y M. a. armata por tener un plumaje ventral ferruginoso más claro; además, la parte posterior de las mejillas y los lados del cuello son canelas y no están recubiertas de blanco. El inmaduro, se diferencia de los de M. a. leucogenis y M. a. armata por no tener la parte posterior de las mejillas y los lados del cuello marcados con gris.

## Costumbres
Este pato se destaca por su adaptación especialísima que le permite vivir en ambientes muy hostiles para otros anátidos, pudiendo con destreza bucear y nadar contra la veloz corriente de los ríos de montaña en los que habita. Cuenta con una cola rígida y larga que usa como timón, un liviano e hidrodinámico cuerpo y un flexible y delgado pico, con el cual busca su alimento entre las piedras y grietas. Prefiere escapar del peligro sumergiéndose en las aguas, de lo contrario vuela a poca altura por algunos cientos de metros. Para alimentarse realiza inmersiones rápidas, empleando una técnica de forrajeo de filtración, con la cual captura invertebrados acuáticos bentónicos, como insectos, moluscos, crustáceos y alevines de peces, así como materia vegetal.
No forma bandadas, ya que vive en parejas monógamas, que se mantienen a lo largo de la vida, las que defienden un trecho del curso del río, territorio que varía en su longitud según el curso fluvial del que se trate (siendo menor frente a una mayor disponibilidad de recursos tróficos). El territorio apto debe tener grandes piedras-islas para descansar a salvo de peligros terrestres y un buen lugar para nidificar. Construye el nido en cuevas en paredes verticales que caen sobre el agua, bajo aleros reparados con igual exposición o detrás de cascadas. Allí la hembra pone de 3 a 4 huevos y es la única que los incuba, ya que el macho solo vigila el área. Presenta un largo periodo de incubación, de entre 43 y 44 días. Los pichones son alimentados y cuidados por ambos progenitores durante 4 o 5 meses.

## Conservación
Merganetta armata colombiana está considerado en peligro en Venezuela y Colombia, países en los cuales se ha estimado su población entre 1000 y 2000, y entre 1000 y 5000, respectivamente. Las estimaciones poblacionales en Ecuador arrojaron una cifra de 5000 individuos.